# النادي الرياضي بحاجب العيون
النادي الرياضي بحاجب العيون هو فريق كرة قدم تونسي تأسس عام 1964 في مدينة حاجب العيون، ولاية القيروان يلعب هذا الفريق في الرابطة التونسية الثالثة لكرة القدم مستوى أول في موسم 2020 - 2021.

## وصلات خارجية
- صفحة النادي الرياضي بحاجب العيون على موقع كوووة.
- الموقع الرسمي للجامعة التونسية لكرة القدم.